# Limnocharis
Limnocharis é um género botânico pertencente à família Limnocharitaceae. Também chamada de Rebarba Amarela.
1. ↑  «Limnocharis — World Flora Online». www.worldfloraonline.org. Consultado em 19 de agosto de 2020